# Johannes Michael Schnarrer
Johannes Michael Schnarrer (n. 14 iulie 1965 în Sohland an der Spree; † 16 martie 2008 la Viena) a fost un profesor german de etică socială.

## Viața
Schnarrer a absolvit întâi o școală de meserii cu specializarea tâmplărie și a studiat între 1987-1992 filosofia și teologia catolică la Universitatea Erfurt din Germania. Și-a continuat studiile la renumitele instituții americane Weston Jesuit School of Theology și Harvard University. A continuat apoi cu un studiu în domeniile  Științe Politice și Etnologie la Universitatea Münster din Germania, apoi a obținut două titluri de doctor  în teologie și filosofie la universitatea din Viena.
A fost o perioadă secretar particular al ministrului de finanțe austriac Wolfgang Schmitz. Pe lângă aceasta a fost consilier politic științific, consilier economic și autor de carte. Schnarrer a predat drept Hoover-Fellow la Universitatea Catolică din Leuven și era titularul catedrei de etică socială la „Seminarul Teologic Romano-Catolic“ din Alba Iulia. Este un continuator al liniei de cercetare deschisă de profesorul de drept natural Johannes Messner, ale cărui teorii a încercat să le contrapună - împreună cu Rudolf Weiler – provocărilor timpului prezent.
Schnarrer a obținut numeroase distincții, dintre acestea amintim premiul Leopold-Kunschak și premiul Kardinal-Innitzer.
A decedat în noaptea dintre 16 și 17 martie în urma unei suferințe cauzate de o îmbonlăvire cu cancer. În urma lui au rămas doi copii minori și o soție.

## Publicații
- Arbeit und Wertewandel im postmodernen Deutschland : eine historische, ethisch-systematische Studie zum Berufs- und Arbeitsethos,  Hamburg 1996 (ISBN 3-86064-461-0)
- ca editor: Gemeinwohl und Gesellschaftsordnung = (The common good in our changing world), Beiträge zum Naturrecht (Band 2), Wien 1997 (ISBN 3-901628-04-5)
- împreună cu Yamada, Hideshi: Zur Naturrechtslehre von Johannes Messner und ihrer Rezeption in Japan. Wien : Herold 1997 (ISBN 3-901628-02-9)
- Norm und Naturrecht verstehen, Frankfurt am Main 1999 (ISBN  3-631-33647-0)
- ca editor: Solidarität und Sozialstaat / Sozialethische Konferenz: Die Bedeutung der Soziallehre der Katholischen Kirche in den Mittel- und Osteuropäischen Ländern, Budapest, 21. - 24. Februar 1999. Wien : Inst. für Sozial- und Wirtschaftspolitik 1999 (ISBN 3-901979-04-2)
- Anything goes? : Sittlichkeit im Zeitalter der Skepsis ; 33 Beiträge zur Sozial- und Individualethik - ein Plädoyer für Bewußtseins- und Strukturreformen Wien : Inst. für Sozial- und Wirtschaftspolitik 2000 (ISBN 3-901979-03-4)
- Komplexe Ethik, 3 Bände, 2004–2007 (Vol. I ISBN 3-901979-07-7 Vol. II ISBN 3-901979-22-0 Vol. III ISBN 978-3-901979-70-5)